# Cratere Llanesco
Llanesco  è un cratere sulla superficie di Marte.